# Тенгри, Мари-Луиз-Клер д’Альбер-Люксембург
Мари́-Луи́з-Клер д’Альбе́р-Люксембу́рг, принцесса де Тенгри (фр. Marie-Louise-Claire d’Albert-Luxembourg; 1623 — 16 июля 1706, Версаль) — придворная дама королевы Марии-Терезии Испанской.
Дочь Леона д’Альбера, герцога де Пине-Люксембурга, и Маргариты Шарлотты де Люксембург-Линьи. В возрасте 12 лет была отдана матерью и отчимом в бенедиктинский монастырь Аббе-о-Буа в Париже. По словам герцога де Сен-Симона,

Время от времени она говорила, что её к тому принудили; однако она прожила там двадцать лет и долгое время оставалась наставницей послушниц, из чего можно заключить, что вряд ли её заключили в монастырь силой, что, скорее всего, она пошла на это добровольно и в конце концов полюбила свой монастырь, коль скоро даже согласилась готовить к постригу послушниц.— Сен-Симон. Мемуары. 1691—1701, с. 104
По мнению современников, Мари-Луиз-Клер, в отличие от брата, была сравнительно вменяемой. Её описывают как красивую блондинку, «прекрасную и чистую как звезда», но обделенную здравым смыслом в общем понимании, взбалмошную, подвижную и увлекающуюся. Сен-Симон утверждает, что принцесса, «несмотря на свои странности, слабоумной не была».
После отказа своего брата Анри-Леона д’Альбер-Люксембурга от титулов и владений в пользу единоутробной сестры Мадлен-Шарлотты-Бонны-Терезы де Клермон-Тоннер, Мари-Луиз-Клер стала законной наследницей. Чтобы устроить брак Мадлен с Франсуа-Анри де Монморанси-Бутвилем, принц де Конде и мадам де Шатийон постарались заручиться официальным отказом Мари-Луиз-Клер от прав наследования.

Та нередко высказывала желание освободиться от своего обета, и он [Конде] опасался, что известие о блестящем браке сестры может подтолкнуть её к какой-нибудь нежелательной выходке; он посетил её в монастыре, пообещал добиться для неё папского разрешения жить в миру, а затем, в качестве особой милости, и «права табурета», и она, поверив этим посулам, согласилась на все, осталась монахиней и подписала все необходимые бумаги.— Сен-Симон. Мемуары. 1691—1701, с. 104—105
От папы без особого труда получили для неё освобождение от жизни в монастыре, а от двора — право табурета, поскольку, если бы принцесса не была связана монашеским обетом, она была бы герцогиней и наследницей пэрии.
Мари-Луиз-Клер стала придворной дамой королевы под именем принцессы де Тенгри, и в 1665 была назначена коадъютором капитула канонисс в Пуссе. 18 марта 1699 уступила эту должность племяннице Анжелике-Кюнегонде де Монморанси-Люксембург, принцессе де Невшатель.